# Liste der Kulturgüter in Kirchlindach
Die Liste der Kulturgüter in Kirchlindach enthält alle Objekte in der Gemeinde Kirchlindach im Kanton Bern, die gemäss der Haager Konvention zum Schutz von Kulturgut bei bewaffneten Konflikten, dem Bundesgesetz vom 20. Juni 2014 über den Schutz der Kulturgüter bei bewaffneten Konflikten sowie der Verordnung vom 29. Oktober 2014 über den Schutz der Kulturgüter bei bewaffneten Konflikten unter Schutz stehen.
Objekte der Kategorien A und B sind vollständig in der Liste enthalten, Objekte der Kategorie C fehlen zurzeit (Stand: 4. März 2024). Unter übrige Baudenkmäler sind geschützte Objekte zu finden, die im Bauinventar des Kantons Bern als «schützenswert» verzeichnet sind.

## Kulturgüter
| Foto |                                                                             | Objekt                                           | Kat. | Typ | Standort                                             | Beschreibung |
| ---- | --------------------------------------------------------------------------- | ------------------------------------------------ | ---- | --- | ---------------------------------------------------- | --- |
| ja   | Datei hochladen · Wikidata zu Halen (Q1563609)                              | Siedlung Halen KGS-Nr.: 00985                    | A    | G   | Herrenschwanden, Siedlung Halen 1–77 598080 / 202390 | In den Jahren 1955 bis 1962 von der Architektengemeinschaft Atelier 5 erbaute Wohnsiedlung, bestehend aus 79 Reiheneinfamilienhäusern in zwei Grundtypen mit vier Varianten. Angeordnet in zwei breit terrassierten Zeilen in einer Waldlichtung über der Aare. In Bezug auf die Architektur mit dem Baumaterial Beton wird die Siedlung dem Brutalismus zugeschrieben, in Bezug auf die Siedlungsform (Konfiguration mit gleichen Gebäudeeinheiten) dem Strukturalismus. - |
| ja   | Datei hochladen · Wikidata zu Neubrügg (Q1688816)                           | Neubrügg KGS-Nr.: 10503                          | A    | G   | Neubrückstrasse / Stuckishausstrasse 599202 / 202518 | In den Jahren 1534/35 erbaute gedeckte Holzbrücke über die Aare, ältestes erhalten gebliebenes Bauwerk dieser Art im Kanton Bern. Die vier gemauerten Pfeiler bestehen aus Tuff, Nagelfluh und Sandstein, während die Holzkonstruktion hauptsächlich aus Tannenholz besteht (wichtige tragende Elemente auch aus Eichenholz). Das Objekt liegt hälftig auf dem Gemeindegebiet von Kirchlindach und Bern (KGS-Nr. 638).                                                      |
| ja   | Datei hochladen · Wikidata zu Halenbrücke (Q1570866)                        | Halenbrücke KGS-Nr.: 10504                       | A    | G   | Halebrügg 598450 / 202280                            | Von Jakob Bolliger entworfene und in den Jahren 1911 bis 1913 erbaute Bogenbrücke über die Aare. Ihre Gesamtlänge beträgt 234 m bei einer Höhe von 38 m. Sie gilt als ein Hauptwerk des frühen Betonbrückenbaus in der Schweiz. Im südlichen Brückenabschnitt überspannt der parabelförmige Hauptbogen den Fluss, daran schliessen sich im Norden vier kleinere Bögen an. Das Objekt liegt hälftig auf dem Gemeindegebiet von Kirchlindach und Bern (KGS-Nr. 693).          |
| ja   | Datei hochladen · Wikidata zu Reformierte Kirche (Q15621514)                | Reformierte Kirche KGS-Nr.: 00983                | B    | G   | Lindachstrasse 18 598148 / 205398                    | Bis ins 12. Jahrhundert zurückreichendes Kirchengebäude, im 14. und 15. Jahrhundert sowie 1766 durch Niklaus Sprüngli umgebaut. Der heutige Bau besteht zu grossen Teilen aus spätromanischer Zeit, als ältestes Merkmal ist das mit senkrechten Lisenen unterbrochene Blendbogenfries an der nördlichen Aussenwand des Kirchenschiffs zu sehen. Im Innern sind freigelegte Wandmalereien zu sehen, die biblische Szenen zeigen.                                            |
| ja   | Datei hochladen · Wikidata zu Schlösschen Heimehus mit Speicher (Q15127921) | Schlösschen Heimehus mit Speicher KGS-Nr.: 00984 | B    | G   | Badweg 22a 598018 / 204507                           | Aus dem 12. Jahrhundert stammendes Landhaus, dessen heutiges Erscheinungsbild auf Umbauten in den Jahren 1637 und 1730 zurückzuführen ist. Kern der Anlage ist ein spätromanisches festes Steinhaus in der Nordecke, später kamen zwei Ecktrakte mit Walmdächern sowie ein Vestibül hinzu. Im Sockelgeschoss befindet sich ein Gartensaal mit bemalter Balkendecke. |

## Übrige Baudenkmäler
Hinweis: Anstelle der KGS-Nummer wird als Objekt-Identifikator (ID) die Grundstücksnummer verwendet.
| ID       | Foto |                                                                              | Objekt                                      | Typ | Standort                                                             | Beschreibung                                                                 |
| -------- | ---- | ---------------------------------------------------------------------------- | ------------------------------------------- | --- | -------------------------------------------------------------------- | ---------------------------------------------------------------------------- |
| 48       | BW   | Datei hochladen                                                              | Stöckli (2. Hälfte 18. Jh.)                 | G   | Mittelstrasse 16b 597370 / 204752                                    |                                                                              |
| 49       | BW   | Datei hochladen                                                              | Stöckli (1890)                              | G   | Heimenhausstrasse 22 597873 / 204684                                 |                                                                              |
| 78       | BW   | Datei hochladen                                                              | Pfarrhaus (1561)                            | G   | Lindachstrasse 20 598187 / 205398                                    |                                                                              |
| 85       | BW   | Datei hochladen                                                              | Kirchgemeindehaus (um 1800)                 | G   | Lindachstrasse 14a 598093 / 205393                                   |                                                                              |
| 91       | BW   | Datei hochladen                                                              | Bauernhaus (1762)                           | G   | Lindachstrasse 8 597978 / 205359                                     |                                                                              |
| 101      | ja   | Datei hochladen · Wikidata zu Stöckli (1779) (Q111357398)                    | Stöckli (1779)                              | G   | Leutschenstrasse 2 598259 / 205609                                   |                                                                              |
| 136      | ja   | Datei hochladen · Wikidata zu Heilstätte (1899/1900) (Q111358861)            | Heilstätte (1899/1900)                      | G   | Südhang 1 597858 / 205691                                            |                                                                              |
| 136      | BW   | Datei hochladen                                                              | Ehemaliges Kutscherhaus (2. Hälfte 18. Jh.) | G   | Südhang 6 597854 / 205732                                            |                                                                              |
| 136      | BW   | Datei hochladen                                                              | Ehemaliges Herrenhaus (um 1730)             | G   | Südhang 11 597829 / 205712                                           |                                                                              |
| 138      | BW   | Datei hochladen                                                              | Doktorhaus (17./18. Jh.)                    | G   | Lindachstrasse 3 598010 / 205393                                     |                                                                              |
| 146      | ja   | Datei hochladen · Wikidata zu Bauernhaus (1824) (Q111359623)                 | Bauernhaus (1824)                           | G   | Jetzikofen 10 597022 / 205611                                        |                                                                              |
| 146      | BW   | Datei hochladen                                                              | Stöckli (1840)                              | G   | Jetzikofen 10a 597089 / 205607                                       |                                                                              |
| 160      | ja   | Datei hochladen · Wikidata zu Bauernhaus (1782) (Q111360116)                 | Bauernhaus (1782)                           | G   | Jetzikofen 11 596734 / 205651                                        |                                                                              |
| 428      | BW   | Datei hochladen                                                              | Stöckli (18. Jh.)                           | G   | Lindachstrasse 50a 598853 / 205682                                   |                                                                              |
| 558      | BW   | Datei hochladen                                                              | Stöckli (1816)                              | G   | Eggenweg 4a 599267 / 205713                                          |                                                                              |
| 561      | BW   | Datei hochladen                                                              | Stöckli (1839)                              | G   | Rämisweg 5a 599058 / 205654                                          |                                                                              |
| 565      | BW   | Datei hochladen                                                              | Stöckli (1797)                              | G   | Mittelstrasse 59a 599512 / 205268                                    |                                                                              |
| 600      | BW   | Datei hochladen                                                              | Ofenhaus-Stöckli (2. Hälfte 18. Jh.)        | G   | Mittelstrasse 44a 598935 / 204892                                    |                                                                              |
| 602      | BW   | Datei hochladen                                                              | Stöckli (1841)                              | G   | Moosweg 40 599029 / 204759                                           |                                                                              |
| 613      | BW   | Datei hochladen                                                              | Stöckli (1853)                              | G   | Mittelstrasse 42 598846 / 204826                                     |                                                                              |
| 721      | ja   | Datei hochladen · Wikidata zu Ehemaliges Schulhaus (1882) (Q111360398)       | Ehemaliges Schulhaus (1882)                 | G   | Herrenschwanden, Bernstrasse 39 598429 / 203030                      |                                                                              |
| 747      | ja   | Datei hochladen · Wikidata zu Wohnstock (1. Viertel 18. Jh.) (Q111360702)    | Wohnstock (1. Viertel 18. Jh.)              | G   | Herrenschwanden, Herrenschwandenstrasse 7 598335 / 202940            |                                                                              |
| 758      | ja   | Datei hochladen · Wikidata zu Wohnhaus (um 1910) (Q111360793)                | Wohnhaus (um 1910)                          | G   | Herrenschwanden, Bernstrasse 2 598429 / 202445                       |                                                                              |
| 894      | ja   | Datei hochladen · Wikidata zu Halengut (Q19946262)                           | Halengut (17./18. Jh.)                      | G   | Herrenschwanden, Halegasse 3 598613 / 202652                         | Der Maler Max von Mühlenen lebte und arbeitete von 1938 bis 1965 im Halengut |
| 1035     | ja   | Datei hochladen · Wikidata zu Ehemalige Käserei (1880) (Q111360897)          | Ehemalige Käserei (1880)                    | G   | Jetzikofen 10e 596766 / 205654                                       |                                                                              |
| 1138     | ja   | Datei hochladen · Wikidata zu Siedlung Thalmatt 2 (1981-1985) (Q121052000)   | Siedlung Thalmatt 2 (1981-1985)             | G   | Herrenschwanden, Mettlenwaldweg 16, 18, 18a, 20, 20a 597751 / 202608 | Geplant und erbaut durch Atelier 5                                           |
| 1272 ff. | ja   | Datei hochladen · Wikidata zu Siedlung Thalmatt 1 (1967–1974) (Q111361285)   | Siedlung Thalmatt 1 (1967–1974)             | G   | Herrenschwanden, Mettlenwaldweg 21–42 597702 / 202507                | Geplant und erbaut durch Atelier 5                                           |
| 1413     | ja   | Datei hochladen · Wikidata zu Speicher (1698) (Q111361198)                   | Speicher (1698)                             | G   | Herrenschwanden, Herrenschwandenstrasse 5b 598295 / 202938           |                                                                              |
| 1608     | ja   | Datei hochladen · Wikidata zu Stöckli (1896) (Q111363581)                    | Stöckli (1896)                              | G   | Herrenschwanden, Herrenschwandenstrasse 2 598391 / 202979            |                                                                              |
| 1653     | ja   | Datei hochladen · Wikidata zu Restaurant Linde (Mitte 19. Jh.) (Q111363904)  | Restaurant Linde (Mitte 19. Jh.)            | G   | Lindachstrasse 19 598307 / 205486                                    |                                                                              |
| 1716     | ja   | Datei hochladen · Wikidata zu Bauernhaus (1748) (Q111366783)                 | Bauernhaus (1748)                           | G   | Herrenschwanden, Herrenschwandenstrasse 8 598267 / 202975            |                                                                              |
| 1810     | ja   | Datei hochladen · Wikidata zu Wohnstock mit Ökonomieteil (1893) (Q111366892) | Wohnstock mit Ökonomieteil (1893)           | G   | Leutschenstrasse 3 598189 / 205567                                   |                                                                              |